# Ciuchici
Ciuchici is een Roemeense gemeente in het district Caraș-Severin.
Ciuchici telt 1057 inwoners.